# Moustafa Laham
Moustafa Al-Laham (in arabo مصطفى اللحام‎?; 21 ottobre 1929) è un sollevatore libanese.

## Biografia
È cognato del lottatore libanese Nazem Amine, che partecipò ai Giochi olimpici di Roma 1960, classificandosi sedicesimo, nel torneo della categoria pesi leggeri.
Ha rappresentato il Libano ai Giochi olimpici estivi di Helsinki 1952, dove giunse quinto in classifica nei pesi medi.
Ai Giochi del Mediterraneo di Barcellona 1955 ha vinto la medaglia d'oro nella categoria 75 chilogrammi.

## Palmarès
- Giochi del Mediterraneo

Barcellona 1955: oro nei 75 kg.